# توني دالي
توني دالي (بالإنجليزية: Tony Dale)‏ هو سياسي أمريكي، ولد في 11 يونيو 1969 في الولايات المتحدة. حزبياً، نشط في الحزب الجمهوري. وقد انتخب عضو مجلس نواب تكساس.